# Специальные войска Российской Федерации
Специальные войска (службы) Вооружённых Сил Российской Федерации — специальные войска (СпВ) и службы Вооружённых Сил (ВС), предназначенные для управления, боевого, тылового обеспечения и решения специальных задач.
Соединения, части и подразделения СпВ входят в состав объединений, соединений и частей всех родов войск видов ВС и отдельных родов войск. В Специальные войска входят: соединения, части и подразделения разведки, связи, радиотехнического обеспечения и автоматизированных систем управления, РЭБ, инженерные, РХБ защиты, топогеодезические, поиска и спасания, метеорологические, воздухоплавательные, морально-психологического, материально-технического и медицинского обеспечения, части обеспечения и охраны органов военного управления. Специальные войска включены в формирования всех родов войск видов Вооруженных Сил, отдельных родов войск и тыла.

## Виды специальных войск
К специальным войскам в вооружённых силах Российской Федерации относятся:
- Инженерные войска;
- Войска радиационной, химической и биологической защиты (РХБЗ);
- Войска связи;
- Войска радиоэлектронной борьбы (РЭБ);
- Войска информационных операций;
- Тыл Вооружённых сил:
  - Железнодорожные войска (ЖДВ);
  - Автомобильные войска (АВ);
  - Дорожные войска (ДВ);
  - Трубопроводные войска (ТрВ);

Кроме указанных специальных войск в ВС России в составе соединений и объединений имеются отдельные воинские части по организации и функциональному предназначению которых нельзя отнести к тому или иному виду перечисленных выше специальных войск, но они также участвуют в процессе боевого и тылового обеспечения войск. Формулировка войска — официально к ним не применяется. К ним применяются термины части и соединения какой-либо службы либо обеспечения/назначения. Подобными воинским формированиями являются например:
- формирования специальной разведки — отдельный отряд специального назначения и отдельная бригада специального назначения ГРУ.
- формирования материального обеспечения — взвод обеспечения подразделения, рота материального обеспечения части, отдельный батальон материального обеспечения, отдельная бригада материального обеспечения.
- формирования технического обеспечения — взвод технического обеспечения подразделения, ремонтная рота части, отдельный ремонтно-восстановительный батальон в СВ, технический дивизион (в ПВО), ремонтно-техническая база (в РВСН), отдельный батальон аэродромно-технического обеспечения и авиационно-технический полк (в ВВС)[3]
- формирования медицинской службы — медицинский пункт подразделения, медицинский пункт части, отдельный медицинский батальон, отдельный медицинский отряд, санитарно-эпидемиологические отряды, госпитали (различного профиля и уровня).
- формирования комендантской службы — отдельный комендантский батальон, отдельный комендантский полк.
- формирования топографической службы — отдельный топографический взвод, отдельная топографическая батарея, отдельный топографический дивизион (в ракетных войсках и артиллерии).

## Формирования специальных войск
В зависимости от уровня соединения и объединения — специальные войска могут быть организационно представлены в виде отдельных рот/батарей, батальонов/дивизионов либо отдельных полков/бригад.

Бригада является самым крупным воинским формированием предусмотренным для организационно-штатной структуры специальных войск.

К примеру формирование специальных войск осуществляющих тактическую разведку на уровне воздушно-десантной дивизии  является отдельная разведывательная рота, на уровне мотострелковой (танковой) дивизии — отдельный разведывательный батальон. Подразделением специальных войск производящим инженерное обеспечение (разновидность боевого обеспечения) мотострелковой (танковой) дивизии является отдельный инженерно-сапёрный батальон. На уровне общевойсковой армии — это отдельная инженерно-сапёрная бригада.

## Подчинённость специальных войск
Кроме командиров объединений и соединений, а также командующих округами и родами войск, в чей состав входят подразделения специальных войск, они также подчиняются Начальникам Служб соответствующего уровня. 

К примеру:
- отдельная бригада радиационной, химической и биологической защиты (обррхбз) — подчиняется начальнику химической службы военного округа,
- отдельный батальон десантного обеспечения (обдо) — подчиняется начальнику воздушно-десантной службы воздушно-десантной дивизии,
- отдельный батальон связи (обс) дивизии — подчиняется начальнику связи дивизии,
- отдельная бригада материально-технического обеспечения (обрмто) — подчиняется начальнику тыла общевойсковой армии,
- отдельная бригада специального назначения (обрспн) — подчиняется начальнику разведки военного округа[5].

Службами именуются органы управления при штабах соединений, объединений, генеральном штабе вооружённых сил, ответственные за функционирование Вооружённых сил в той или иной сфере. Они не являются частью специальных войск, а являются лишь органами управления войсками, которые контролируют в том числе и функционирование специальных войск.